# 125 Liberatrix
125 Liberatrix este un asteroid din centura principală, descoperit pe 11 septembrie 1872 de Prosper Henry.